# Aukera Guztiak
Aukera Guztiak (AG) (en euskera, 'Todas las opciones') fue una agrupación electoral surgida para las elecciones al Parlamento Vasco de 2005.
Sus promotores se definieron como una agrupación de ciudadanos crítica con la ilegalización de Batasuna, grupo político que, en virtud de la Ley de Partidos de España fue ilegalizado por su relación con la banda terrorista ETA. 
Aukera Guztiak era partidaria de que todos los ciudadanos vascos tuvieran posibilidad de votar a la opción política que desearan, inclusive aquellas que no condenaban el terrorismo. Así, consideraban que la no presencia de Batasuna en las elecciones suponía un déficit democrático al dejar sin opción política a miles de ciudadanos vascos y se prestaban como una plataforma política a través de la cual la voz de Batasuna y de sus votantes pudiese ser oída en el Parlamento Vasco. De ahí proviene su nombre de Todas las opciones.
Desde que la candidatura fue anunciada, muchas voces críticas surgieron acusando a Aukera Guztiak de ser una candidatura blanca de Batasuna, formada por simpatizantes de esta organización no quemados al no haber militado en esta organización ni haber sido candidatos de ella; y de estar dirigida desde la sombra por esta organización ilegal. También recibió críticas por no condenar explícitamente la violencia de ETA. Las cabezas visibles de AG eran sus tres candidatas; Ana Arbulu, Lurdes Agirrezabal y Marije Rodríguez de Lera.
AG logró las firmas necesarias para presentarse a las elecciones en marzo de 2005 y una vez fue hecha formalmente su proclamación como candidatura, esta fue impugnada por la abogacía del estado. El derecho o no a presentarse de Aukera Guztiak fue tema principal de la precampaña vasca y de enfrentamientos dialécticos entre los partidos de ámbito estatal y los nacionalistas vascos.
El Tribunal Supremo admitió la impugnación por unanimidad considerando probado que Aukera Guztiak estaba dirigida por Batasuna y que suponía una continuadora de la labor política de esta formación, consideración esta que permitía su ilegalización. Uno de los argumentos para mostrar esos supuestos vínculos se basaba en las personas que firmaron para que esa agrupación de electores pudiera presentarse; otro de los argumentos utilizados fueron las conversaciones telefónicas. El hecho de que se utilizace como argumento para su ilegalización las firmas que apoyaban esta agrupación de electores generó críticas en determinados sectores, que consideraron que ello suponía un retroceso en la democracia.
Pocos días después del anuncio de la ilegalización de Aukera Guztiak, a menos de dos semanas de las elecciones y ya oficialmente en campaña electoral, el Partido Comunista de las Tierras Vascas (PCTV) se ofreció a recoger el testigo de AG y servir como representante de los votantes de Batasuna en el Parlamento Vasco. 
Al presentarse el PCTV en las elecciones, Aukera Guztiak declinó realizar más apariciones públicas y pidió el voto para esta formación al entender que continuaba con sus dos premisas básicas: democracia y paz. El PCTV, al que no se le encontraron hasta la fecha relaciones con la banda terrorista, pudo presentarse a las elecciones y obtuvo 9 parlamentarios.
- Datos: Q4892535